# Expérimentations humaines
Pour plus de détails, voir Fiche technique et Distribution.
Expérimentations humaines (Human Experiments) est un thriller américain réalisé, écrit et produit par Gregory Goodell, sorti aux États-Unis en janvier 1980. Il avait été déjà diffusé lors du Festival international du film fantastique et de science-fiction de Paris dès octobre 1979. C'est un film d'exploitation classé parmi les women in prison.

## Synopsis
Rachel Foster est une chanteuse de musique country qui parcourt les États-Unis seule, chantant dans les bars et les petites scènes locales. Justement, après un concert dans un bar, elle quitte précipitamment les lieux car elle est importunée par le propriétaire, Mat Tibbs, dont elle a refusé les avances. Malheureusement pour elle, dans sa fuite, elle a un accident avec sa voiture et doit se réfugier dans ce qui lui semble être une maison abandonnée mais qui est, en fait, le lieu de multiples homicides. Arrêtée par le shérif local, qui n'est autre que le frère du propriétaire du bar, elle est inculpée pour ces meurtres qu'elle n'a pas commis et se trouve soumise aux méthodes sadiques du psychiatre de la prison, le docteur Kline.

## Fiche technique
Sauf indication contraire, les informations mentionnées dans cette section peuvent être confirmées par la base de données cinématographiques IMDb,  présente dans la section « Liens externes ».
- Titre français : Expérimentations humaines ou Le Bistouri de la mort ou Électrochoc[1]
- Titre original : Human Experiments ou Beyond The Gate ou Women In Prison
- Réalisation : Gregory Goodell
- Scénario : Gregory Goodell, Richard Rothstein (en)
- Production : Gregory Goodell, Summer Brown, Edwin Brown
- Musique : Mark Bucci (en)
- Photographie : João Fernandes
- Assistant réalisateur : Corky Quakenbush (en)
- Pays de production :  États-Unis
- Langue de tournage : anglais américain
- Genre : Thriller[1] / Women in prison
- Durée : 82 minutes
- Date de sortie :
  - France : octobre 1979 (Festival du film fantastique de Paris) ; 28 mars 1982 (en salles[1])
  - États-Unis : 16 novembre 1979 (El Paso) ; 24 janvier 1980 (Festival de Miami)

## Distribution
- Linda Haynes (en) (VF : Michèle Bardollet) : Rachel Foster
- Geoffrey Lewis (VF : Philippe Ogouz) : le Dr Kline
- Ellen Travolta (VF : Arlette Thomas) : Mère Nature (Mover en VO)
- Lurene Tuttle : Granny
- Mercedes Shirley (VF : Jacqueline Cohen) : Warden Weber
- Marie O'Henry (VF : Sylvie Feit) : Tanya
- Wesley Marie Tackitt (VF : Paula Dehelly) : Jimmy
- Aldo Ray (VF : Michel Barbey) : Mat Tibbs
- Jackie Coogan (VF : Bernard Musson) : le shérif Tibbs
- James O'Connell (VF : Bernard Musson) : le père de famille
- Philip Proctor (VF : Georges Atlas) : le procureur (voix)
- Sarah Cunningham (VF : Paule Emanuele) : la voix dans les haut-parleurs du pénitencier

## Autour du film
Seul film de Gregory Goodell à avoir connu une sortie au cinéma, Expérimentations humaines a acquis une certaine notoriété pour avoir fait partie de la première liste de films censurés au Royaume-Uni lors de l'épisode connu sous le nom de video nasty.

## Distinctions
Récompenses
- Festival international du film de Catalogne 1981 :
  - Meilleure actrice (Linda Haynes (en))

Nominations
- Saturn Award 1982 :
  - Saturn Award du meilleur film à petit budget